# Aghast
Aghast war ein norwegisches Post-Industrial-Projekt der beiden Künstlerinnen Tania Stene und Andrea Haugen, die mit den Musikern Fenriz und Samoth aus der norwegischen Black-Metal-Szene verheiratet waren und unter den Pseudonymen Nacht (beziehungsweise Nachthexe) und Nebel (beziehungsweise Nebelhexe) auftraten.

## Geschichte
Aghast veröffentlichte 1995 über Cold Meat Industry das Album Hexerei im Zwielicht der Finsternis, das mit dem Vier-Spur-Aufnahmegerät von Fenriz aufgenommen wurde. Zwei der Titel erschienen auch auf dem Kompilationen …And Even Wolves Hid Their Teeth and Tongue Wherever Shelter Was Given und Taste This 4.
Nach dem Album wurde die Arbeit an Aghast eingestellt; Haugen zufolge verbrachte Stene ihre Zeit lieber in der Gesellschaft von Männern als mit professioneller Arbeit an ihrer Musik, sodass Haugen die Arbeit übernommen habe, während Stene sich für wichtig gehalten habe, weil sie in einer Band war. Zuerst wollte sie unter eigenem Namen Ambient-Musik machen, entdeckte jedoch den Folk für sich und begann davon inspiriert mit dem Projekt Hagalaz’ Runedance; im Nachhinein äußerte sie jedoch, sie wünschte, sie wäre beim Ambient geblieben, und kündigte eine Spoken-Word-CD mit Dark-Ambient-Klängen an, die den Fans von Aghast vermutlich gefallen werde. Stene wiederum wirkte u. a. als Gastsängerin auf Northaunts Album The Ominous Silence mit und entwarf Schallplattencover für Bands wie Ulver, Sunn O))) und Burzum.
2010 kündigte Haugen ein neues Dark-Ambient-Projekt namens Aghast Manor an, welches 2012 ein Album Gaslights hervorbrachte.

## Stil
Der Stil von Aghast lässt sich als Dark Ambient bezeichnen. Eingesetzte Instrumente sind Synthesizer, Violine, Flöte/Blockflöte und Trommel. Der Gesang wurde als dämonisch, die Musik als gruselig, beängstigend beziehungsweise gespenstisch, aber auch als sinistres, atmosphärisches Opus bezeichnet. Sie ist inspiriert von den Visionen der Musikerinnen von nächtlichen Landschaften, sinistren Bildern, Emotionen, der dunklen Seite der nordischen Mythologie und allgemein Visionen des Grotesken und Gespenstischen. Die Musik ist minimal und ruhig gehalten, „ohne irgendwelche Ausbrüche, ohne unvorhersehbarer Ereignisse. Dies lässt das Werk allerdings geschlossen wirken, sollte jenes deshalb doch eh am Stück konsumiert werden.“ Abwechslung bringen u. a. die geflüsterten Stimmen in Enter the Hall of Ice, „beschwörend anmutender“ Gesang in Call from the Grave oder die „markante Melodieführung“ bei Sacrifice. Dem Selbstverständnis der Musikerinnen als Hexen entsprechend, wurde sowohl der Gesang als beschwörend als auch das Trommelspiel als schamanisch bezeichnet.

## Diskografie
- 1995: Hexerei im Zwielicht der Finsternis (Cold Meat Industry)